# Tormes

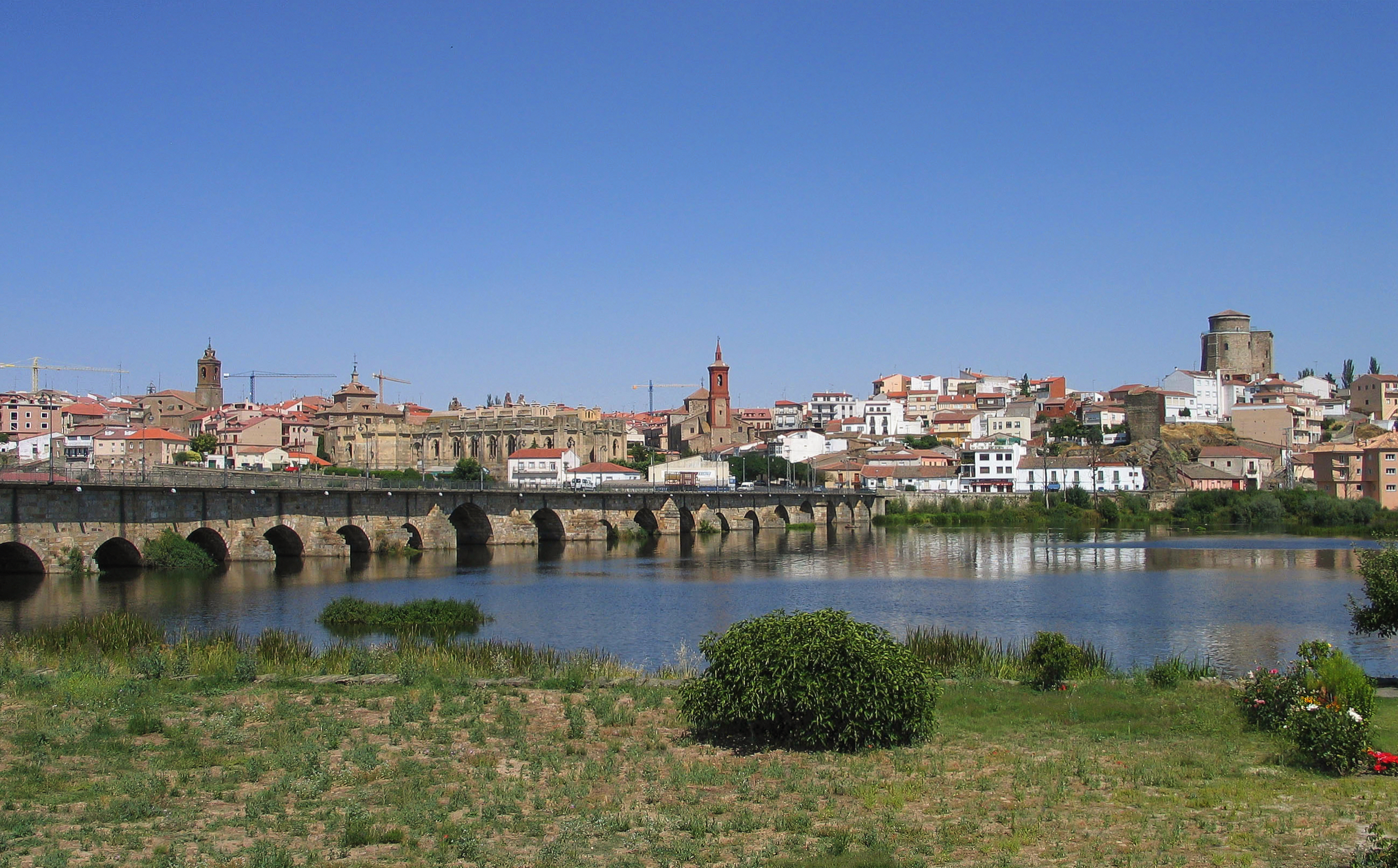
Alba de Tormes

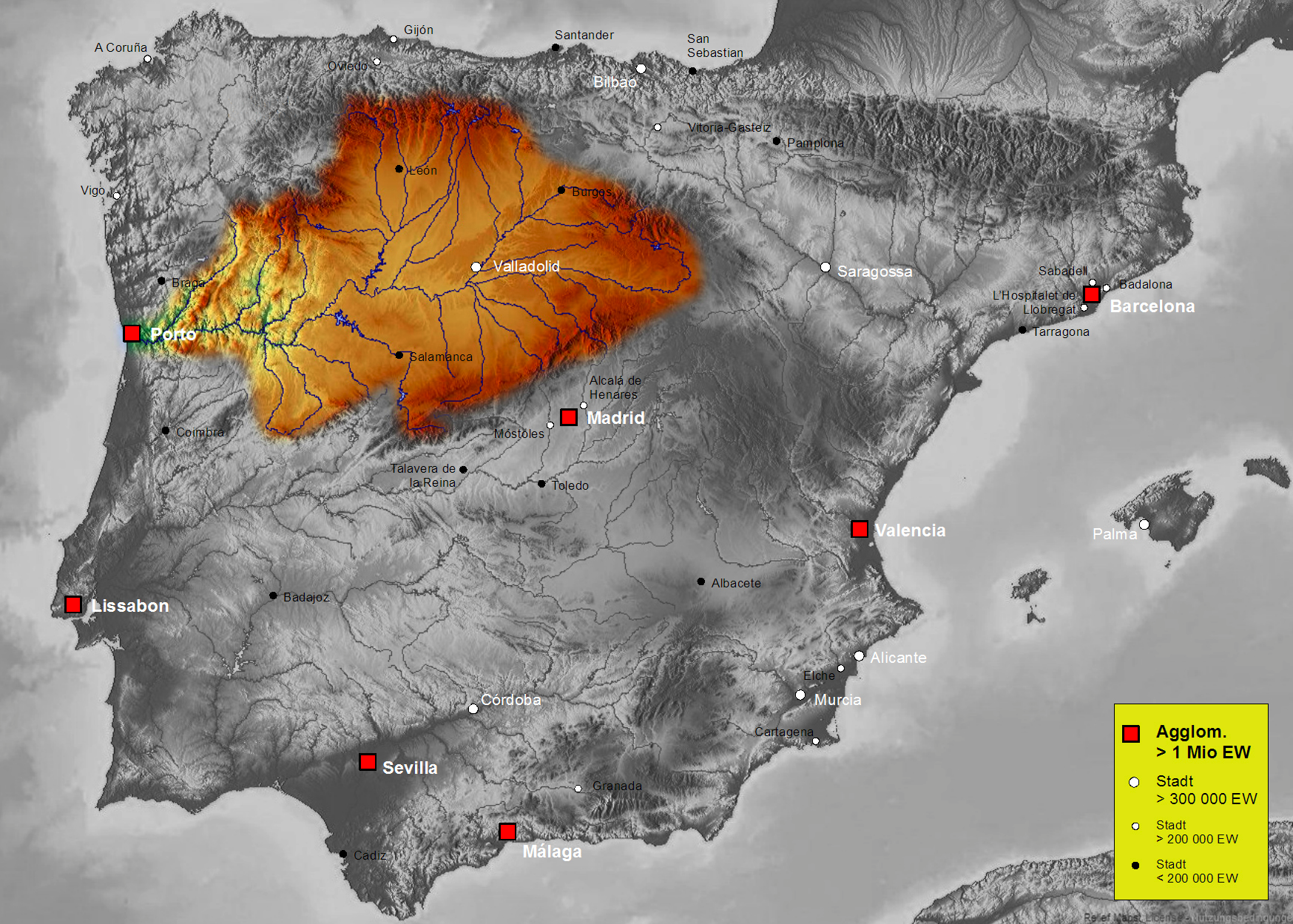
Einzugsgebiet (cuenca) des Río Duero; der Río Tormes mündet nordwestlich von Salamanca in den Duero

Der Río Tormes ist ein ca. 247 km langer südlicher (orographisch linker) Nebenfluss des Duero, der die spanischen Provinzen Ávila und Salamanca in der Autonomen Region Kastilien-León durchfließt. Sein Einzugsgebiet (cuenca) umfasst etwa 7100 km². 

## Geografie
Der Río Tormes entspringt auf der Nordseite der Sierra de Gredos in der Provinz Ávila und fließt zunächst in westlicher Richtung bis nach El Barco de Ávila; hier nimmt er eine nördliche und ungefähr ab Salamanca eine nordwestliche Richtung ein. Er mündet ca. 3 km nördlich der Ortschaft Villarino de los Aires in der Provinz Salamanca in den Duero; das Mündungsgebiet wird auch Ambasaguas genannt.

## Stauseen
Der Fluss führte nicht genügend Wasser, um die an seinen Ufern angesiedelten Ortschaften in den Sommermonaten ausreichend zu versorgen; daher baute man Ende 1960 den Stausee von Santa Teresa mit einem Volumen von 496 Mio. m³, der die Ortschaften im Sommer mit Wasser versorgt und im Winter die großen ankommenden Wassermengen aufnimmt. Außerdem befindet sich etwa 10 km vor der Mündung des Tormes in den Duero die Staumauer der etwa 25 km langen Almendra-Talsperre.

## Zuflüsse
Der Tormes wird von zahlreichen Zuflüssen gespeist, dazu zählen:
- Río Corneja, Río Almar, Río Becedillas, Arroyo Caballeruelo, Río Alhándiga, Río Valvanera, Río Aravalle, Garganta de los Caballeros, Garganta de Bohoyo, Garganta de Navamediana, Garganta de Gredos

## Städte und Orte
Provinz Ávila
- Navacepeda de Tormes, Navalperal de Tormes, Los Llanos de Tormes, El Barco de Ávila

Provinz Salamanca
- Puente del Congosto, Guijo de Ávila, Salvatierra de Tormes, Alba de Tormes, Villagonzalo de Tormes, Huerta (Salamanca), Santa Marta de Tormes, Salamanca, Ledesma

## Geschichte
Nach der für die Christen siegreichen Schlacht von Simancas (939) bildete der Unterlauf des Río Tormes mehr als ein Jahrhundert lang die Grenze zwischen islamischer und christlicher Einflusssphäre.

## Sehenswürdigkeiten
Von den kleinen Orten mit ihren ländlichen Kirchen am Oberlauf des Río Tormes ausgehend gibt es zahlreiche Wandermöglichkeiten in das Gebiet der Sierra de Gredos. Die Städte El Barco de Ávila, Alba de Tormes, Salamanca und Ledesma bieten vielfältige kulturelle Sehenswürdigkeiten.